# NGC 5380
NGC 5380 је елиптична галаксија у сазвежђу Ловачки пси која се налази на NGC листи објеката дубоког неба.
Деклинација објекта је + 37° 36' 37" а ректасцензија 13h 56m 56,7s. Привидна величина (магнитуда) објекта NGC 5380 износи 12,2 а фотографска магнитуда 13,2. NGC 5380 је још познат и под ознакама UGC 8870, MCG 6-31-28, CGCG 191-21, PGC 49605.